# Syngonanthus androsaceus
Syngonanthus androsaceus là một loài thực vật có hoa trong họ Eriocaulaceae. Loài này được (Griseb.) Ruhland miêu tả khoa học đầu tiên năm 1900.